# 道の駅くらぶち小栗の里
道の駅くらぶち小栗の里（みちのえき くらぶちおぐりのさと）は、群馬県高崎市倉渕町三ノ倉にある国道406号の道の駅である。

## 歴史
2014年（平成26年）4月26日、群馬県内で29番目、高崎市内では初の道の駅として開業した。高崎市中心市街地から草津あるいは軽井沢といった観光地へと通じる国道406号沿いにあり、高崎市役所倉渕支所が隣接している。かつての倉渕公民館および多目的集会場の跡地であり、当地の過疎化対策の一環として整備が進められた。駅名にある「小栗」は小栗上野介こと小栗忠順にちなむ。総事業費は約10億円。

## 施設
敷地面積は4920平方メートル。本館は木造2階建てで、延床面積は1,604平方メートル。地元産のスギ材を使用している。
- 駐車場（小型車46台、大型車3台、バリアフリー4台）[1]
- トイレ（男15器、女10器、身体障害者用4器）[1]
- 販売店舗「ふるさと市場」[5]
- 食堂「おもてなし処 小栗」[5]
- 休憩コーナー[5]
- 屋上デッキ[5]

## 周辺
- 高崎市倉渕支所
- 高崎市立倉渕中学校
- 烏川
- 群馬県道33号渋川松井田線
- 相間川温泉

## 休館日
- 毎月第2木曜日
- 12月31日 - 1月3日